# Corgatha obsoleta
Corgatha obsoleta är en fjärilsart som beskrevs av Nobukatsu Marumo 1932. Corgatha obsoleta ingår i släktet Corgatha och familjen nattflyn. Inga underarter finns listade i Catalogue of Life.